# 1816

## أحداث
- تأسيس مدينة بودو وتقع حاليا في النرويج.
- تأسيس مدينة ماندفيل وتقع حاليا في جامايكا.
- تأسيس مدينة بانجول وتقع حاليا في غامبيا.
- 12 فبراير: تأسيس مدينة كارميلو، أوروغواي [الإنجليزية] وتقع حاليا في الأوروغواي.
- بداية حروب السيمينول في 1816 والتي انتهت في 1858.
- نهاية الحرب الإنجليزية النيبالية في 1816 والتي بدأت في 1814.

### تموز
- 16 تموز - الاستقلال الأرجنتين.

### ديسمبر
- 11 ديسمبر -- انديانا كما اعترف هو التاسع عشر للدولة الولايات المتحدة.

## مواليد
- أوجين بوتييه
- إيرنست فيرنر فون سيمنز
- تسولتريم غياتسو
- شارلوت برونتي
- جوليوس رويتر
- جون لورنس مانينغ
- جويل باركر
- إبراهيم مصطفى الموصلي، عالِم وفقيه عراقي.

### يوليو
- 20 يوليو - ويليام بومان، طبيب إنجليزي.

### سبتمبر
- 11 سبتمبر - كارل زيس عالم ألماني وصانع أدوات بصرية.

### نوفمبر
- 25 نوفمبر فيكتور أدولف مالتي بران جغرافي وعالم خرائط فرنسي.

## وفيات
- طوسون باشا